# Coucy-lès-Eppes
Coucy-lès-Eppes ist eine französische Gemeinde mit 647 Einwohnern (Stand: 1. Januar 2022) im Département Aisne in der Region Hauts-de-France. Sie gehört zum Arrondissement Laon und zum Kanton Villeneuve-sur-Aisne.

## Geographie
Die Gemeinde Coucy-lès-Eppes liegt am Nordostrand des Höhenzuges Chemin des Dames, zehn Kilometer östlich von Laon am Flüsschen Buze, das hier noch Ru d’Haye genannt wird. Coucy-lès-Eppes wird durch die Bahnstrecke Reims–Laon und die Autoroute A 26 erschlossen. Nachbargemeinden von Coucy-lès-Eppes Samoussy im Norden, Marchais im Nordosten, Mauregny-en-Haye im Osten und im Südosten sowie Eppes im Südwesten und im Westen.

## Bevölkerungsentwicklung
| Jahr                       | 1962 | 1968 | 1975 | 1982 | 1990 | 1999 | 2006 | 2013 | 2021 |
| -------------------------- | ---- | ---- | ---- | ---- | ---- | ---- | ---- | ---- | ---- |
| Einwohner                  | 557  | 555  | 515  | 642  | 581  | 612  | 577  | 608  | 646  |
| Quellen: Cassini und INSEE |      |      |      |      |      |      |      |      |      |

## Sehenswürdigkeiten

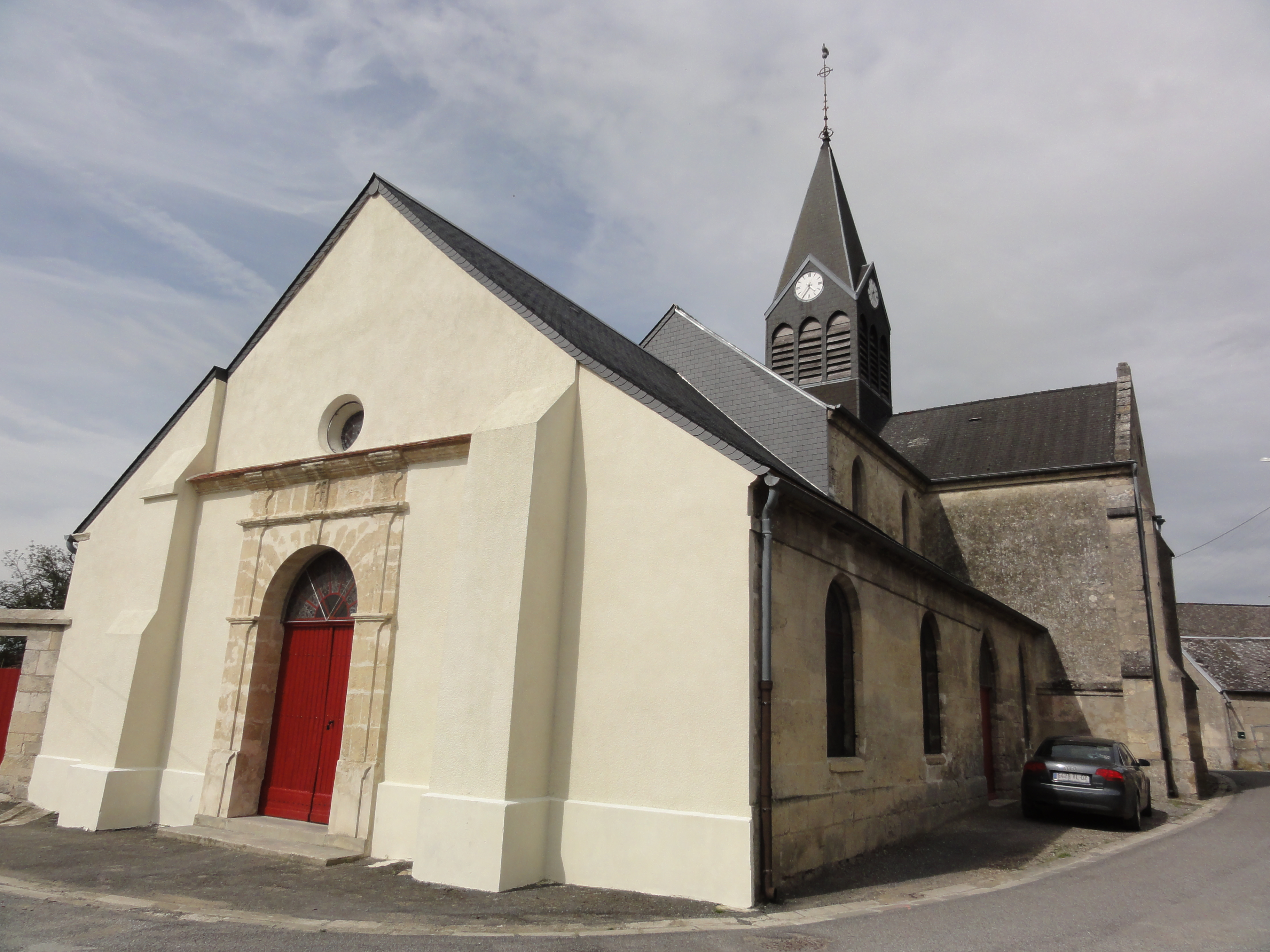
Kirche Saint-Germain
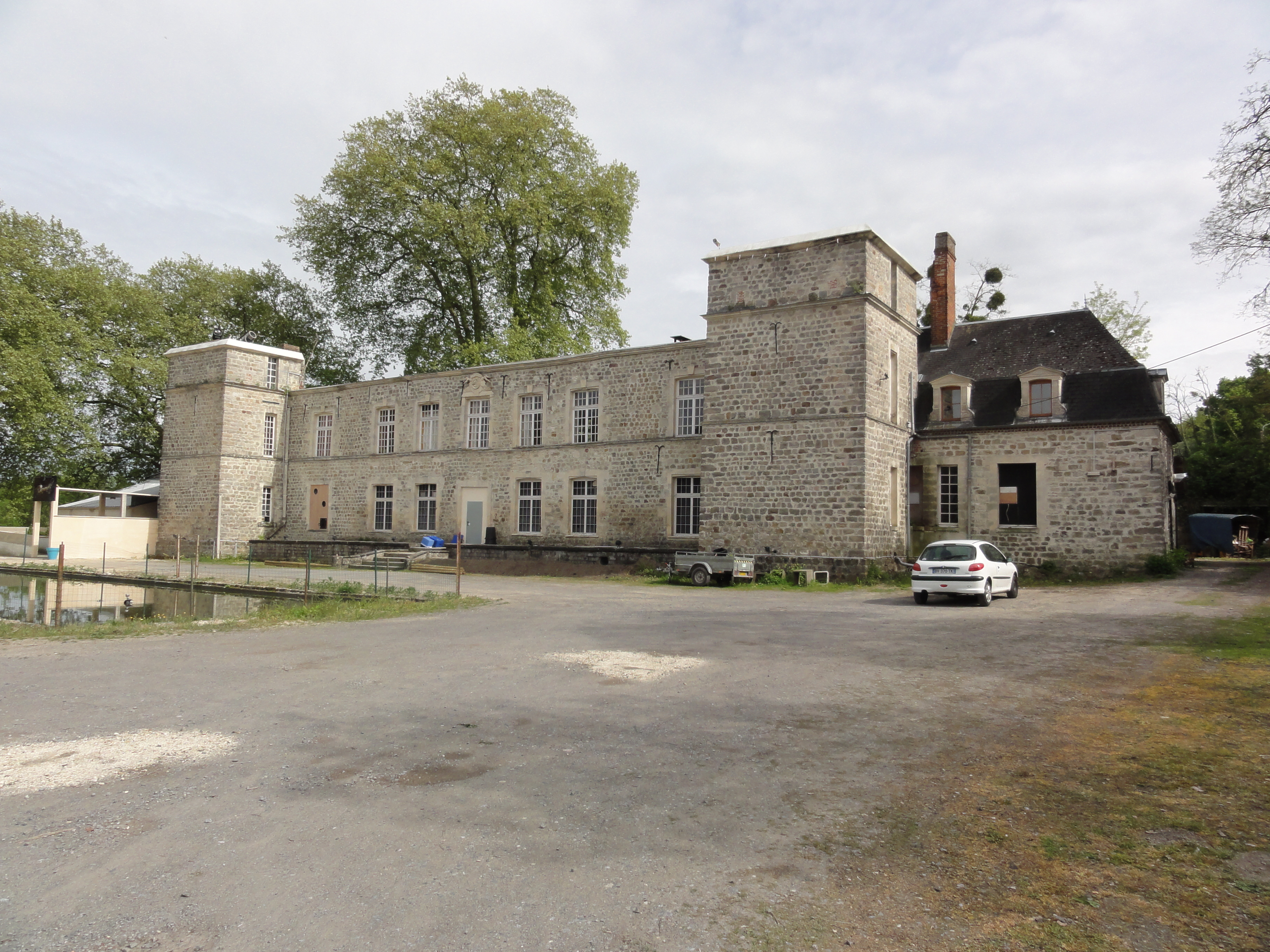
Schloss
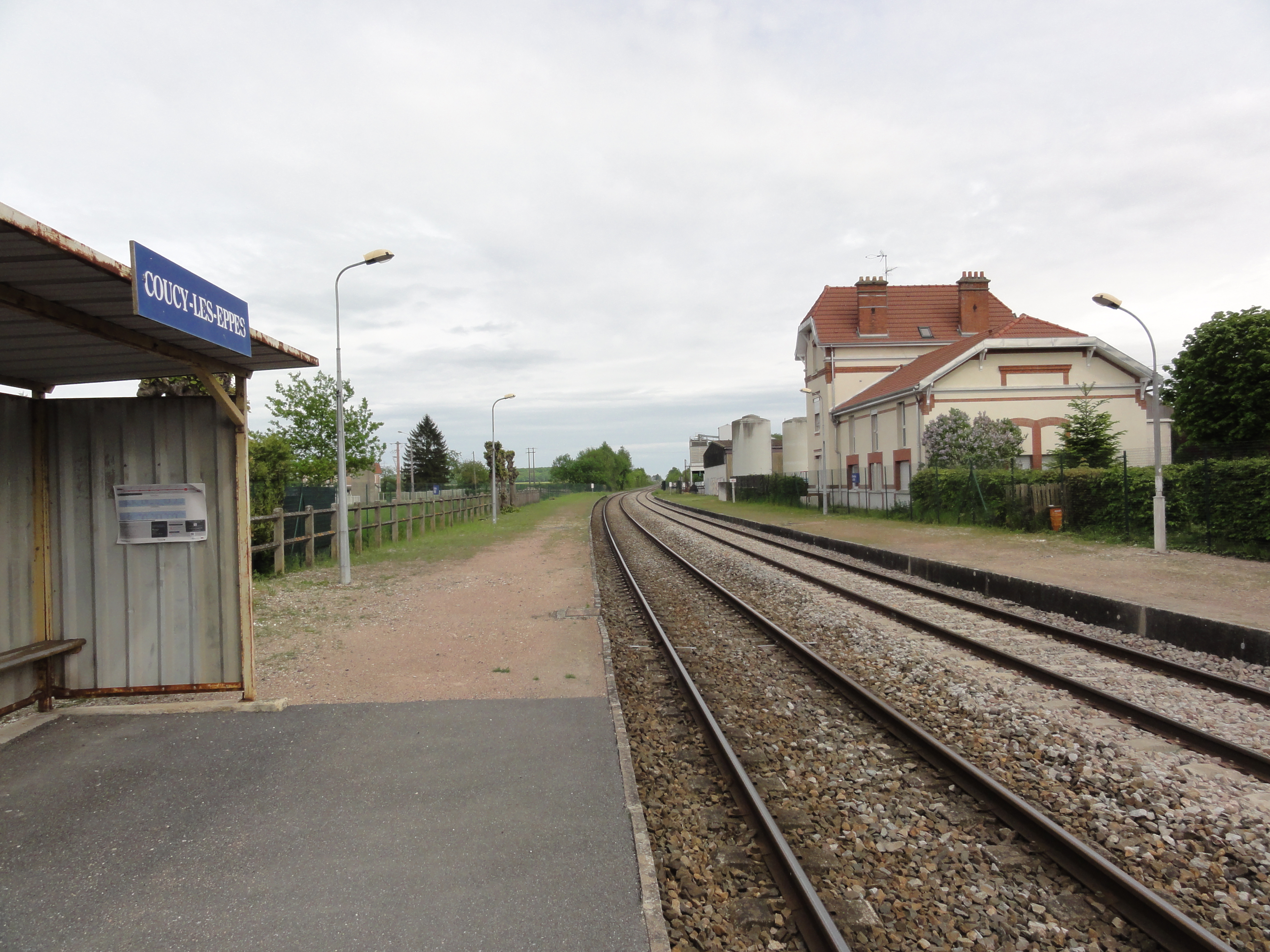
Bahnhof

- Kirche Saint-Germain
- Schloss
- Bahnhof